# Saverio Morabito
Saverio Morabito (Platì, 1952) è un ex mafioso e collaboratore di giustizia italiano, uno dei primi pentiti della 'Ndrangheta.

## Biografia
Nato nel 1952 a Platì in provincia di Reggio Calabria, non è cresciuto in una classica famiglia di mafiosi ma il padre non era estraneo a certi ambienti e fu costretto a lasciare la Calabria dopo essere stato espulso dalla 'ndrangheta per aver commesso uno sgarbo. All’età di 7 anni lasciò anche lui la Calabria insieme alla madre per ricongiungersi con il padre nella sua casa di Romano Banco (Buccinasco) dove l’uomo aveva trovato lavoro come manovale prima e portinaio poi. A quasi 14 anni Morabito lavorava già come garzone da un macellaio iniziando a fare i primi furti durante le consegne a domicilio. Poco dopo, per il furto di una lambretta, finì nel carcere minorile Beccaria di Milano dove rimase per 180 giorni avendo modo di conoscere un giovane Renato Vallanzasca.
Una volta tornato in libertà trovò lavoro da un artigiano di Cesano Boscone e riprese a fare anche qualche furto di poco conto. All'età di 16 anni il padre decise di mandarlo in un istituto di Pizzighettone dove restò per un anno. Quando tornò a casa, riprese a lavorare ma il rapporto con il padre restò complicato e lui continuò comunque a fare furti con alcuni complici come quando rubò addirittura 800.000 lire nella casa di un prete di Corsico. All'inizio degli anni Settanta partì la "colonizzazione" di Milano e della provincia da parte di esponenti legati, direttamente o indirettamente, a Cosa nostra e alla 'ndrangheta che si integrarono velocemente ed esportarono una serie di attività illegali come le bische clandestine, il traffico di droga e i sequestri di persona. Traditi dalla compagna del basista, Morabito e i complici si diedero alla latitanza ma dopo qualche mese il calabrese venne arrestato e questa volta finì nel carcere di San Vittore.
Dopo essere tornato in libertà, nel 1979 si sposò con un'impiegata ma ebbe una relazione segreta con una pittrice e iniziò a compiere reati più gravi: partecipò a due sequestri di persona, trafficò droga con il clan dei marsigliesi, compì alcuni omicidi e commerciò in auto rubate. A inizio anni Ottanta finì in carcere a Reggio Calabria con l'accusa di associazione mafiosa e fu avvicinato da Domenico Papalia che gli presentò Paolo De Stefano, considerato uno dei principali esponenti della 'ndrangheta. Per le rapine fu condannato a 9 anni e la sera stessa della sentenza progettò di evadere con l'aiuto di alcune guardie corrotte ma si fermò quando un complice fu scoperto da un secondino. In Appello la pena fu ridotta a 3 anni, ormai tutti già scontati.
Dopo 36 mesi trascorsi dietro alle sbarre dovette ricominciare da zero con i genitori che nel frattempo si erano separati. A offrirgli una possibilità ci pensò un gruppo di conterranei dedito ai sequestri e così partecipò al rapimento di Giuseppe Scalari, un imprenditore del settore farmaceutico. Tuttavia, mentre l'ostaggio era rinchiuso in un box, Morabito fu arrestato nuovamente. Negli anni successivi partecipò ad altri sequestri di persona (tra cui quelli tristemente noti di Cesare Casella e di Augusto Rancilio) e in Valle Imagna (in provincia di Bergamo)mise in piedi una raffineria per la lavorazione dell'eroina traendola dalla morfina base che arrivava direttamente dalla Turchia. Nel giugno del 1990, poco prima della sua affiliazione alla massoneria, gli inquirenti arrivarono a lui dopo aver trovato una bolla d'acquisto con il suo nome durante l'irruzione nel capannone di Valle Imagna.
In carcere iniziò uno sciopero della fame perché sosteneva di essere vittima di un complotto, arrivando a perdere più di 30 kg in un anno. Verrà condannato a 20 anni nel processo per la raffineria, mentre quello nato dalle rivelazioni di un pentito turco finirà ancora peggio con 24 anni di reclusione. Decise allora di diventare un collaboratore di giustizia affidandosi al PM Alberto Nobili al quale per circa un anno raccontò tutto ciò che sapeva facendo centinaia di nomi e ricostruendo nei dettagli moltissimi episodi. Le sue confessioni portarono all'arresto nell'ottobre del 1993 di circa 200 persone (operazione Nord - Sud), molte delle quali appartenenti alle 'ndrine dei Papalia e dei Sergi di Platì.
Le dichiarazioni di Morabito confluirono nel processo "Duomo Connection", uno dei primi che trattarono le infiltrazioni di Cosa nostra e della 'ndrangheta in Lombardia. Morabito raccontò anche circostanze relative al rapimento di Aldo Moro del 16 marzo 1978 dicendo che nel commando delle Brigate Rosse entrato in azione c'era un esponente della 'ndrangheta, Antonio Nirta, che a suo dire sarebbe stato infiltrato dal generale dei Carabinieri Francesco Delfino avendo "appreso da Domenico Papalia e da Paolo Sergi che fu uno degli esecutori materiali del sequestro dell'onorevole Moro". Nirta però negò di aver mai partecipato alla strage di via Fani e il PM Nobili incriminò Delfino salvo poi chiederne il proscioglimento non avendo trovato riscontri a quanto riferito da Morabito.
Morabito ha raccontato anche di essere stato contattato dai servizi segreti libici per creare un gruppo di fuoco che avrebbe dovuto uccidere cinque dissidenti nascosti negli Stati Uniti e in Inghilterra e di essersi recato a Tripoli nel 1980 insieme al gangster Frank Coppola e all'etiope Michel Amandini ma il piano non si concretizzò. Nell'estate del 1994 venne sospettato di essersi mobilitato per indurre un suo vecchio compagno di strada, Dino Duchini, a pentirsi e a confermare le sue rivelazioni ma la vicenda fu archiviata senza conseguenze.  Nel gennaio del 1995 si è rifiutato di deporre a un processo contro quattro 'ndranghetisti come protesta per il mancato rispetto degli accordi sottoscritti con il Servizio centrale di protezione; Morabito si presenterà in aula per la sua deposizione solo a maggio. Verrà condannato a 30 anni di reclusione mentre Antonio e Domenico Papalia e Francesco, Paolo e Saverio Sergi verranno condannati all'ergastolo.
Nel 1995 uscì il libro Manager calibro 9. Vent'anni di malavita a Milano nel racconto del pentito Saverio Morabito di Luca Fazzo e Piero Colaprico, che ispirerà il soggetto del film Lo spietato (2019), con Riccardo Scamarcio. Dopo aver tentato di rifarsi una vita come manager non essendo entrato nel programma di protezione, Morabito verrà poi arrestato nel 2017 per una serie di rapine compiute maldestramente; in quel periodo mangiava alla mensa della Caritas e dormiva in un giaciglio ricavato in un box. Per le rapine verrà condannato a poco meno di 4 anni ed entrerà in carcere sotto falso nome per evitare ripercussioni.